# Есма Реџепова
Есма Реџепова (Скопље, 8. август 1943 — Скопље, 11. децембар 2016) била је македонска певачица ромског порекла, текстописац и хуманитарка.
Током живота наступила је у више од 15.000 концерата у 30 земаља, од чега 2.000 хуманитарних наступа. Са својим покојним супругом Стевом Теодосијевским је неговала четрдесет седморо деце, и примила је велики број признања за свој хуманитарни рад. Она је створила више од 580 уметничких дела. Ово укључује 108 синглова, 20 албума, и 6 филмова.
Управо због свог хуманитарног рада била је кандидат за Нобелову награду за мир. Есма Реџепова је преминула 11. децембра 2016. године у Скопљу, у својој 73. години живота.

## Фестивали
- 1971. Југословенски избор за Евросонг - Мало, мало, треће место, Домжале '71
- 1975. Хит парада - Волим те, веруј ми
- 1976. Хит парада - Калејаћа јаћа (Лепе црне очи)
- 1977. Хит лета - Башар Сали
- 1977. Илиџа - Кавадарци, Кавадарци
- 2006. Гранд фестивал - Посестриме (дует са Уснијом Реџеповом)
- 2008. Илиџа - Кавадарци, Кавадарци (Вече легенди фестивала)
- 2008. Гранд фестивал - И све ти опраштам
- 2013. Македонски избор за Евросонг - Пред да се раздени (дует са Влатком Лозаноским Лозаном)

## Награде
Добила је бројне награде, од којих су најзначајније:
- Награда УНИЦЕФ-а
- Награда 13. новембар
- Национални Артист Македоније (2013)
- Орден заслуга за Македонију (2013)